# Сан Ђузепе (Болцано)
Сан Ђузепе је насеље у Италији у округу Болцано, региону Трентино-Јужни Тирол.
Према процени из 2011. у насељу је живело 583 становника. Насеље се налази на надморској висини од 1343 м.